# Oblivskaïa
Oblivskaïa (en russe : Обли́вская) est une stanitsa et le centre administratif du raïon d'Oblivskaïa (oblast de Rostov, Russie), située à 40 km de Rostov-sur-le-Don et à 3 km de Novotcherkassk, sur les rives de l’Aksaï.

## Histoire
La stanitsa est née d’un khoutor cosaque au XVIIIe siècle (mentionné pour la première fois en 1744 sous le nom de Khoutor Oblivy). Avant la révolution la stanitsa faisait partie du second okroug du Don de l’oblast de l'armée du Don.
En décembre 1942 l’armée rouge reprend Oblivskaïa à la Wehrmacht.

## Géographie
La stanitsa Oblivskaïa est située sur la rive gauche de la rivière Tchir, à la frontière de l’oblast de Volgograd.

## Démographie
En 2010 la stanitsa compte 9 908 habitants.